# Hemiceras obliquilenea
Hemiceras obliquilenea är en fjärilsart som beskrevs av Walker 1862. Hemiceras obliquilenea ingår i släktet Hemiceras och familjen tandspinnare. Inga underarter finns listade i Catalogue of Life.